# احتياطي الحبوب الاستراتيجي
احتياطي الحبوب الاستراتيجي هو مخزون الحكومة من الحبوب لغرض تلبية الاحتياجات المستقبلية على المستوى الوطني والعالمي. وفي الولايات المتحدة، هنالك برنامج اعطي المزارع حق احتياطي الحبوب في (1977- 1996 م)، و أمن احتياطي السلع الغذائية في (1980-1996 م)، و الأحدث هي الثقة الانسانية لبيل اميرسون (1988).